# リベリア海軍艦艇一覧
リベリア海軍艦艇一覧は、リベリア共和国海軍が過去保有した、または現在保有する、または将来保有する予定の、未完成・計画中止を含めた歴代艦艇一覧である。
凡例

## 現有勢力（2007年現在）
- 国防予算：
- 海軍人員：
- 艦船隻数：

## 艦艇一覧（近代海軍以前）

### スクーナー
- President Howard - 1912年、??門

### その他
未分類
- Lark - 1876年、??門

## 艦艇一覧（近代海軍）

### 哨戒艦艇

#### 哨戒・警備艦艇
砲艦
- Gorronomah - 1隻
- Rocktown - 1隻

### 補助艦艇

#### その他
ヨット
- Eros - 1隻